# آرامگاه خواجه خاموش
مقبره خواجه خاموش مربوط به سدهٔ ۷ ه.ق است و در شهرستان جاجرم، بخش جلگه سنخواست، دهستان چهارده سنخواست، روستای خراشا واقع شده و این اثر در تاریخ ۷ اسفند ۱۳۸۶ با شمارهٔ ثبت ۲۱۲۹۸ به‌عنوان یکی از آثار ملی ایران به ثبت رسیده است.